# Umbria Volley 2011-2012
Questa voce raccoglie le informazioni riguardanti l'Umbria Volley nelle competizioni ufficiali della stagione 2011-2012.

## Organigramma societario
Area direttiva
- Presidente: Claudio Sciurpa
- Vicepresidente: Sandro Paiano
- Amministratore delegato: Andrea Conversano
- General manager: Stefano Rinchi
- Direttore sportivo: Andrea Sartoretti
- Segreteria: Giovanni Simoncini, Federica Bellucci
- Amministrazione: Sercont

Area tecnica
- Allenatore: Ferdinando De Giorgi (fino al 29 gennaio 2012), Henk Jan Held (dal 2 febbraio 2012)
- Allenatore in seconda: Massimo Caponeri
- Assistente allenatore: Michele Menghi
- Scout man: Daniele Panfili
- Responsabile settore giovanile: Luigi Banella
- Responsabile tecnico settore giovanile: Daniele Rovinelli

Area comunicazione
- Ufficio stampa: Paola Costantini

Area marketing
- Ufficio marketing: Francesca Rossi, Silvia Ferrari
- Biglietteria:

Area sanitaria
- Medico: Michele Cacioni, Gianluca Neri, Matteo Orfei
- Staff medico: Valentina Cenciarini, Francesco Cerrini
- Consulente medico: Elmo Mannarino
- Preparatore atletico: Walter Rizzo
- Assistente preparatore atletico: Antonio Leonardi
- Fisioterapista: Enrico Zangarelli
- Consulente ortopedico: Giuliano Cerulli

## Rosa
| N° | Nome              | Ruolo | Data di nascita   | Nazionalità sportiva |
| -- | ----------------- | ----- | ----------------- | -------------------- |
| 1  | Sebastián Creus   | C     | 21 novembre 1981  | Italia               |
| 2  | Jeroen Rauwerdink | S     | 13 settembre 1985 | Paesi Bassi          |
| 3  | Evan Patak        | O     | 23 giugno 1984    | Stati Uniti          |
| 4  | Riley McKibbin    | P     | 9 settembre 1989  | Stati Uniti          |
| 5  | Paolo Cozzi       | C     | 26 maggio 1980    | Italia               |
| 6  | Andrea Bartoletti | O     | 1º maggio 1978    | Italia               |
| 7  | Facundo Conte     | S     | 25 agosto 1989    | Argentina            |
| 8  | Danilo Finazzi    | C     | 23 settembre 1976 | Italia               |
| 10 | Vlado Petković    | P     | 6 gennaio 1983    | Serbia               |
| 12 | Linus Tholse      | S     | 27 aprile 1989    | Svezia               |
| 13 | Marco Lo Bianco   | S     | 15 settembre 1990 | Italia               |
| 14 | Andrea Giovi      | L     | 19 agosto 1983    | Italia               |
| 15 | Saša Starović     | O     | 19 ottobre 1988   | Serbia               |
| 16 | Tuomas Sammelvuo  | S     | 16 febbraio 1976  | Finlandia            |
| 17 | Tine Urnaut       | S     | 3 settembre 1988  | Slovenia             |